# Denmark Open 1966
Die Denmark Open 1966 im Badminton fanden Mitte März 1966 in Kopenhagen statt.

## Finalergebnisse
| Disziplin    | Sieger                      | Finalist                            | Ergebnis          |
| ------------ | --------------------------- | ----------------------------------- | ----------------- |
| Herreneinzel | Svend Pri                   | Knud Aage Nielsen                   | 15-3, 15-9        |
| Dameneinzel  | Lizbeth von Barnekow        | Ulla Strand                         | 11-4, 11-6        |
| Herrendoppel | Ng Boon Bee Tan Yee Khan    | Yew Cheng Hoe Tan Aik Huang         | 15-13, 15-10      |
| Damendoppel  | Karin Jørgensen Ulla Strand | Heather Ward Imre Rietveld Nielsen  | 15-4, 15-12       |
| Mixed        | Finn Kobberø Ulla Strand    | Per Walsøe Pernille Mølgaard Hansen | 8-15, 15-7, 15-11 |